# Monstera pinnatipartita
Espèce
Monstera pinnatipartita est une espèce de plantes de la famille des Aracées originaire d'Amérique du Sud.